# Farmacometria
La Farmacometria és una branca de la farmacologia que es defineix com "La ciència de desenvolupar i aplicar mètodes estadístics i matemàtics per a caracteritzar, comprendre i predir la farmacocinètica, farmacodinàmica i l'actuació quant a resultats que poden ser observats com biomarcadors d'un determinat fàrmac." La farmacometria utilitza models basats en la farmacologia, fisiologia i patologia per a realitzar anàlisis quantitatives de les interaccions entre els fàrmacs i els pacients. Aquest camp implica els coneixements de la farmacocinètica, farmacodinàmica i el coneixement del curs de les malalties dins de les poblacions i la seua variabilitat.